# Zofiówka (Marcinkowicze)
Zofiówka – część wsi Marcinkowicze na Białorusi, w obwodzie witebskim, w rejonie brasławskim, w sielsowiecie Mieżany.

## Historia
W dwudziestoleciu międzywojennym zaścianek leżał w Polsce, w województwie nowogródzkim (od 1926 w województwie wileńskim), w powiecie brasławskim, w gminie Dryświaty.
Według Powszechnego Spisu Ludności z 1921 roku zaścianek zamieszkiwało 6 osób, wszystkie były wyznania staroobrzędowego i zadeklarowały rosyjską przynależność narodową. Był tu 1 budynek mieszkalny. W 1931 zamieszkiwało tu 6 osób w 1 budynku.
Miejscowość należała do parafii prawosławnej w Dryświatach. Podlegała pod Sąd Grodzki w m. Turmont i Okręgowy w Wilnie; właściwy urząd pocztowy mieścił się w Dyrświatach.